# Dmytro Mołdowan
Dmytro Wasylowycz Mołdowan, ukr. Дмитро Васильович Молдован (ur. 31 marca 1987 w Konstantynówce) – ukraiński piłkarz grający na pozycji napastnika.

## Kariera piłkarska

### Kariera klubowa
Wychowanek klubu Metałurh Konstantynówka, a potem Szkoły Piłkarskiej Szachtara Donieck, barwy którego bronił w juniorskich mistrzostwach Ukrainy (DJuFL). Latem 2004 rozpoczął karierę piłkarską w drugiej drużynie Szachtara Donieck, a 29 października 2004 debiutował w składzie pierwszej jedenastki. Przez wysoka konkurencję był zmuszony występować w drugiej i trzeciej drużynach Szachtara oraz na zasadach wypożyczenia w innych klubach. Zimą 2005 został wypożyczony do Metałurha Zaporoże, a wiosną 2009 do Zorii Ługańsk. 1 września 2009 zasilił skład Stali Ałczewsk, a potem przez skutki kontuzji kolana postanowił zakończyć karierę piłkarską.

### Kariera reprezentacyjna
Występował w juniorskich reprezentacji U-17 i U-19. Łącznie rozegrał 32 mecze i strzelił 8 goli.

## Sukcesy i odznaczenia

### Sukcesy klubowe
- mistrz Ukrainy: 2005
- brązowy medalista Ukraińskiej Pierwszej Lihi: 2009